# Język semnani
Język semnani (semnani: Semani zefön) – jeden z języków lokalnych ostanu Semnan w Iranie. Język należy do północno-zachodniej gałęzi języków zachodnio-irańskich i jest potomkiem obecnie wymarłego języka partyjskiego. Język semnani jest często określany jako dialekt perskiego.

## Fonologia

### Spółgłoski
|                      | Wargowa | Zębowa | Przedniojęzykowo-dziąsłowa | Zadziąsłowa | Podniebienna | Tylnojęzykowa | Języczkowa | Krtaniowa |
| Nosowa               | m       |        | n                          |             |              | (ŋ)           |            |           |
| Zwarta               | p b     |        | t d                        |             |              | k g           | q          | ʔ         |
| Zwarto-szczelinowa   |         |        |                            | tʃ dʒ       |              |               |            |           |
| Szczelinowa          | f v     | θ      | s z                        | ʃ ʒ         |              | x ɣ           |            | h         |
| Uderzeniowa          |         |        | ɾ                          |             |              |               |            |           |
| Drżąca               |         |        | (r)                        |             |              |               |            |           |
| Półotwarta podniebna |         |        | l                          |             | j            | w             |            |           |
| -------------------- | ------- | ------ | -------------------------- | ----------- | ------------ | ------------- | ---------- | --------- |

(Tam, gdzie litery pojawiają się w parach, ta po prawej symbolizuje spółgłoskę dźwięczną. Alofony występują w nawiasach.)

## Gramatyka

### Składnia
Podmiot w semnani musi mieć zgodność rodzajową z czasownikiem w zdaniu.